# Богданов, Никита Владимирович
Никита Владимирович Богданов (род. 13 февраля 1995, Санкт-Петербург) — российский хоккеист, вратарь.

## Биография
Воспитанник петербургского СКА, играл за команды ВХЛ «СКА-1946» (2012/13 — 2014/15),
«СКА-Карелия» (2014/15) и «СКА-Нева» (2015/16 — 2018/19). 21 мая 2019 года был обменян в «Сочи» на вратаря Петра Кочеткова. Провёл в ВХЛ 10 матчей за «Тамбов» и 11 ноября расторг контракт по обоюдному согласию. Заканчивал сезон в «Нефтянике» Альметьевск, затем играл в ВХЛ за «Динамо» СПб (2020/21 — 2021/22) и «СКА-Нева» (2021/22 — 2022/23).
6 июля 2023 года вместе с восемью игроками был обменян из СКА в вернувшуюся в КХЛ «Ладу» на денежную компенсацию. 31 августа расторг договор по обоюдному согласию и 4 сентября подписал пробный контракт с «Сочи». В конце сентября подписал полноценный контракт и 7 октября в домашней игре с «Северсталью» (1:10) дебютировал в КХЛ — при счёте 1:6 на 45-й минуте заменил Максима Третьяка и пропустил 4 шайбы после 10 бросков. Перед сезоном 20244/25 вернулся в «Динамо» Санкт-Петербург.
Победитель хоккейного турнира Универсиады (2019).